# プロ極真
プロ極真（プロきょくしん）とは、賞金やファイトマネーが支払われるプロフェッショナルな極真カラテである。「プロフェッショナル極真」とも言う。英語表記は「Pro Kyokushin」。
プロの試合なので、ショー的要素（派手な入場や演出）が用いられる場合もある。

## 歴史
プロ極真は、ロシア連邦で始まり、ロシア政府・財閥の支援のもと、極真カラテ発展のため極真世界連合（KWU）と連携し、世界極真格闘連盟（WFKO・本部モスクワ）を創設。その後、ロシアを含む世界各国に支部を開設。
現在では、団体・組織の枠を越えて、世界各地で様々なプロ大会を開催している。

## ルール
大会は様々な極真団体が行っているため、統一されたルールはないが、主にフルコンタクトルールを基に開催されている。